# Вълкана Стоянова
Вълкана Стоянова е българска народна певица, изпълнителка на тракийски народни песни.

## Биография
Вълкана Стоянова е родена в село Люлин, Ямболско, на 13 юли 1922 г. Тя е най-малкото дете в многолюдно семейство, от които 4 доведени и 6 заварени. Певицата твърди, че е наследила певческите си умения и от двамата си родители, както и от единия си бащин брат, който бил свещеник и имал чудно красив глас. Големият репертоар от песни на певицата е наследство най-вече от майка ѝ, а усвояването им ставало по седенки и сборове. Вълкана разказва, че има предпочитания към бавните, трапезни песни, в които се разказват различни случки от живота на хората. Първата песен, която изпява, е „Стоян на Рада думаше“. През 1936 г. я записва в студио „Арфа“ – талантът на Вълкана е открит именно от звукозаписното студио „Арфа“. Следват записи за студио „Симонавия“, „Радиопром“ и „Балкантон“. Пее в ансамбъл „Филип Кутев“ от основаването му през 1951 г. В репертоара си има над 500 народни песни, сред които „Нягол на Милка думаше“, „Алтанлъ Стоян войвода“, „Димо на Рада думаше“, „Станке ле, урум беглийке“. Много от тях са записани в Българското национално радио. Пяла е самостоятелно, под съпровод на известния кавалджия Никола Ганчев, с когото са записани повечето ѝ песни, и с ансамбъл „Филип Кутев“ – на най-големите концертни подиуми в Европа и Америка. Получила е званията „Заслужил артист“, а от 1972 г. – „Народен артист“.
Преподава народно пеене в Националното училище за фолклорни изкуства в Котел и в Нов български университет. В нейна чест в Стралджа от 1995 г. се провежда националният конкурс „С песните на Вълкана Стоянова“.
Освен неповторимите си изпълнения, Вълкана Стоянова оставя след себе си своите ученици, по-известните сред които са: Бинка Добрева, Мария Колева, Мария Бинева, Гинка Иванова, Дарина Славчева, Венета Костадинова, Десислава Донева и Стоян Варналиев.
През 1999 г. Елена Огнянова издава книгата „Песните на Вълкана Стоянова. Откак се помня, все пея“, събрала 170 нотирани песни, подбрани от самата певица. През същата година Вълкана Стоянова получава новосъздадената Награда „Нестинарка“ на Международния фолклорен фестивал в Бургас.
През 2002 г. е издаден компактдискът „Гласът на Тракия“, събрал едни от най-известните песни от репертоара на певицата.
Вълкана Стоянова е почетен гражданин на Стралджа от май 2007 г. През февруари същата година кметът на Стралджа отправя искане Вълкана Стоянова да бъде удостоена с най-високото държавно отличие – орден „Стара планина“, по случай 85-годишнината на народната певица и приноса ѝ към българската култура.
През 2007 г. БНТ създава и излъчва биографичния филм за Вълкана „Обичайте ме и когато няма да пея“.
Вълкана Стоянова умира в София на 11 януари 2009 г., на 86 години.
Погребана е в алеята на артистите на Централни софийски гробища.

## Семейство
Вълкана Стоянова има син, двама внуци, правнучка и правнук.

## Памет
- На 25 май 2013 г. е открит паметник на Вълкана Стоянова в родното ѝ село.[10][11]
- През 2015 г. в Стралджа е създадена фондация „Вълкана Стоянова“. Целите са да се популяризира името и творческата дейност на Вълкана Стоянова, подпомагане и утвърждаване на българския фолклор и традиции, откриване и подпомагане на таланти и младежи да развиват своите заложби и потенциал в автентичния български фолклор.[12]

## Дискография

### Малки плочи
- „Събрали са момите“ (Балкантон ‎– 10017)
- „Вълкана Стоянова“ (Балкантон – 2560)
- „Вълкана Стоянова“ (Балкантон – 2581)
- „Изпълнения на народната певица Вълкана Стоянова“ (Балкантон – 5707)
- „Вълкана Стоянова“ (Балкантон – ВНМ 6291)

### Сингли на 78 оборота (твърди плочи), издадени от „Балкантон“ и „Радиопром“
- „Залюбих си малко любе“/ „Станка дюлгерче думаше“ – кат. номер 1016
- „А бре воденичарю“/ „Разболяла се хубава Яна“ – кат. номер 1017
- „Присмя се Янка на Стоян“/ „Кой ще язди кончето“ – кат. номер 1018
- „Тодоре, Тодоре“/ „Що не ме ожениш, мамо“ – кат. номер 1019
- „Димитър товари гимия“/ „Димо на Рада думаше“ – кат. номер 1024
- „Опни ми, тропни ми“/ „Натовари Стоян кервана“ – кат. номер 1028
- „Хубава Донка“/ „Георги го беда бедили“ – кат. номер 1036
- „Наел ми се левент Марко“/ „В чифлика жънат загорки“ – кат. номер 1127
- „Бре овчарю, воловарю“/ „Йордан Зорница думаше“ – кат. номер 1128

### Студийни албуми

#### Дългосвирещи плочи
- 1967 – „Пее Вълкана Стоянова, народни песни“ (Балкантон – ВНА 597)
- 1980 – „Вълкана Стоянова“ (Балкантон – ВНА 10333)

#### Компактдискове
- 2002 – „Гласът на Тракия“ (Балкантон – 060243)
- 2010 – „Вълкана Стоянова“ (БНР)